# Parishella
Parishella es un género monotípico de plantas  perteneciente a la familia Campanulaceae. Contiene una única  especie: Parishella californica A.Gray. Es originaria del centro y sur de California en los Estados Unidos

## Taxonomía
Parishella californica fue descrita por Asa Gray y publicado en Botanical Gazette 7(8–9): 94–95. 1882.
Sinonimia
- Nemacladus californicus (A. Gray) Morin	[4][5]